# Valerij Jakowlewitsch Tarsis
Valerij Jakowlewitsch Tarsis (russisch Вале́рий Я́ковлевич Та́рсис; * 10.jul. / 23. September 1906greg. in Kiew; † 3. März 1983 in Bern) war ein sowjetischer Schriftsteller, Übersetzer und Systemkritiker.

## Leben und Schaffen
Tarsis wurde 1906 als Sohn einer ukrainischen Mutter und eines griechischstämmigen Vaters in Kiew geboren. Er studierte westeuropäische Literatur an der Universität Rostow am Don und schloss 1929 mit einer Dissertation über die Poesie der frühen Renaissance ab. Im selben Jahr veröffentlichte er ein Fachbuch über zeitgenössische ausländische Schriftsteller (Современные иностранные писатели). Von 1929 bis 1937 arbeitete er als Redakteur beim Moskauer Verlag Khudozhestvennaya Literatura, der auf Klassiker der Weltliteratur und zeitgenössische ausländische Autoren spezialisiert ist. Tarsis übersetzte 34 Bücher ins Russische, u. a. aus dem Französischen, Griechischen, Italienischen und Ukrainischen.
1935 erschien seine erste Erzählung Ночь в Харачое (Nacht in Kharachoi) in der Literaturzeitschrift Nowy Mir. 1940 wurde er Mitglied des Schriftstellerverbandes der UdSSR. Während des Zweiten Weltkriegs war Tarsis Kriegsberichterstatter. Während der Schlacht von Stalingrad wurde er schwer verwundet. Im Krankenhaus traf er seine spätere Ehefrau, die Lettin Rosa Jakowlewna Alksnis. 1944 wurde er Mitglied der KPdSU. Nach dem Versuch, seinen Roman Флорентийская лилия (Florentiner Lilie) in Italien zu veröffentlichen, wurde er 1960 aus der KPdSU ausgeschlossen.
Seine Satiren Сказание о синей мухе (Die blaue Fliege) und Красное и черное (Rot und schwarz) erschienen 1962 in Großbritannien und 1963 in den USA sowie im Frankfurter Possev-Verlag des exilrussischen Vereins NTS – Bund der russischen Solidaristen. In Сказание о синей мухе erschlägt ein Philosophieprofessor eine Schmeißfliege und sinniert daraufhin über das menschliche Dasein – warum er nicht auch Menschen töten kann, die ihn stören. Dabei beginnt seine Metamorphose in die titelgebende blaue Fliege, „das heißt, in einen Nonkonformisten, Intellektuellen, in einen unbequemen Geist“. Aufgrund dieser Tamisdat-Veröffentlichung wurde Tarsis am 23. August 1962 zwangsweise in die Moskauer Psychiatrische Klinik Nr. 1 (Кащенко) eingewiesen und wurde erst im Februar 1963 wieder entlassen. Dies verarbeitete er in seinem autobiographischen Roman Палата № 7 (Station 7), dessen Titel auf Tschechows Erzählung Krankenzimmer Nr. 6 (1892) anspielt. In Палата № 7 sind die Patienten gesund, die Ärzte hingegen erweisen sich als verrückte Kerkermeister und Spitzel. Außer Landes geschmuggelt und 1965 im Tamisdat veröffentlicht, machte der Roman international auf den Missbrauch der Psychiatrie in der UdSSR aufmerksam.
1964 wurde Tarsis aus dem sowjetischen Schriftstellerverband ausgeschlossen. 1966 erhielt er eine Erlaubnis für Lesungen an einigen westlichen Universitäten. Während Tarsis im Ausland war, entzog ihm der Oberste Sowjet die Staatsbürgerschaft und machte damit eine Rückkehr in die UdSSR unmöglich. Der KGB setzte danach seine Maßnahmen fort, Tarsis im Ausland als „psychisch krank“ zu diskreditieren. Tarsis wiederum stellte es nunmehr als seine schriftstellerische Hauptaufgabe dar, gegen den Kommunismus zu kämpfen und beschrieb das Leben in der Sowjetunion als bloße „Existenz von Tieren“.
In der Bundesrepublik Deutschland erschienen in den folgenden Jahren viele seiner (bislang zum Teil unveröffentlichten) Schriften als Gesammelte Werke in russischer Sprache im Possev-Verlag, darunter die Romane Прекрасное и его тень (Die Schöne und ihr Schatten), Комбинат наслаждений und Недалеко от Москвы (Unweit von Moskau), die Erzählung Седая юность (Grauhaarige Jugend), die Gedichtsammlungen Танго перед закрытием (Tango vorm Schließen) und Сомневаюсь во всем (Zweifle an allem) sowie das Poem Адский рай (Höllisches Paradies).
Tarsis ließ sich in der Schweiz nieder. Dort arbeitete er ab 1970 an einem Berner Forschungsinstitut und heiratete die Übersetzerin Hanni Dormann. Am 3. März 1983 starb er an einem Herzinfarkt.

## Werke (Auswahl)
- „Ночь в Харачое“, in: Nowy Mir, Nr. 5 (1935)
- Сказание о синей мухе (1963)
  - Die blaue Fliege. München: Hanser, 1965, übersetzt von Josef Hahn.
- Палата № 7 (1966)
  - Botschaft aus dem Irrenhaus. Frankfurt am Main: Possev-Verlag, 1965, übersetzt von Elimar Schubbe.
- Russland und die Russen, Luzern und Frankfurt am Main: Bucher Verlag, 1967.